# Giuseppe Colli di Felizzano
Giuseppe Colli di Felizzano (* 9. September 1870 in Saluzzo; † 12. September 1937 in Rapallo) war ein italienischer Militär und Diplomat.

## Leben
Giuseppe Colli di Felizzano war der Sohn von Maria Faussone di Germagnano und Oberst Corrado Colli di Felizzano, dem letzten „Husar von Piacenza“, eines 1859 mit ungarischen Freiwilligen gebildeten Kavallerieregiments. Er studierte bis 1889 an der Accademia Militare di Modena. Im Rang eines Leutnants der Kavallerie des Regiments Lancieri di Novara (Lanzenreiter Novara), bewarb er sich um Posten in italienischen Kolonien. 1896 wurde er unter Antonio Baldissera bei der Besetzung von Kassala in der Kolonie Eritrea eingesetzt. Er kommandierte eine Gruppe Meharisti (Kamelkavallerie). Ab Januar 1897 organisierte er einen Nachrichtendienst in der Kolonie Eritrea. Er rekrutierte in Agordat eine Truppe aus Einheimischen um Aufstände zu unterdrücken.
Er wurde in Mogolo, Gash-Barka stationiert, wo er Informationen aus dem Grenzgebiet im Westen zum Anglo-Ägyptischen Sudan und im Süden zum Gebiet der Kunama (Volk) an den Zivilkommissar der Kolonie Ferdinando Martini im Palazzo del Governatore (Asmara) weiter leitete.
Er leitete die italienische Delegation einer eritreisch-sudanesisch-äthiopischen Grenzkommission. Die britische Delegation wurde von Robert Gascoyne-Cecil, 3. Marquess of Salisbury geleitet. Dabei entstand die Talbot-Colli Map, die als Anlage der Convenzione Talbot-Colli vom 16. April 1901 den Grenzverlauf festlegte. Die Vereinbarung zwischen den italienischen Vertretern Ferdinando Martini, Giacomo Agnesa (Direttore dell'Ufficio Coloniale del MAE), Federico Ciccodicola und Alessandro Bodrero sowie den Vertretern der britischen Regierung Rennell Rodd, 1. Baron Rennell, Lord Edward Gleichen und John Lane Harrington wurde in Rom am 22. November 1901 unterzeichnet. In der Vereinbarung wurde das Kunama (Volk) der Kolonie Eritrea zugeschlagen, während eine Karawanenstraße nach Kassala in das Herrschaftsgebiet des Menelik II. fiel. Der eritreisch-sudanesisch-äthiopische Grenzvertrag wurde in Addis Abeba am 15. Mai 1902 von Menelik II., Vertretern der italienischen und britischen Regierungen unterzeichnet. Die Ratifizierung des Vertrages scheiterte am 12. Februar 1903 im Senato del Regno d’Italia.
Mit dem Auftrag den Grenzvertrag nachzuverhandeln war Colli di Felizzano ab 1907 Geschäftsträger in Addis Abeba; als Gesandter blieb er dort bis 1919.
Am 1. April 1920 wurde er zum Gesandten in Stockholm ernannt.
Am 6. Oktober 1921 wurde er als Gesandter in Buenos Aires akkreditiert, wo er als Leiter der Mission antifaschistische Ansichten äußerte und auf Drängen der faschistischen Kreise in Buenos Aires durch Luigi Aldovrandi Marescotti abgelöst wurde.

## Veröffentlichungen
- Nei paesi Galla a Sud Est dello Scioa[5]